# جون بلوندل
رز جون بلوندل (انگلیسی: Rose Joan Blondell؛ ۳۰ اوت ۱۹۰۶ – ۲۵ دسامبر ۱۹۷۹) یک هنرپیشه اهل ایالات متحده آمریکا بود. وی بین سال‌های ۱۹۲۷ تا ۱۹۷۹ میلادی فعالیت می‌کرد.

## بخشی از فیلمشناسی
از فیلم‌ها یا برنامه‌های تلویزیونی که وی در آن نقش داشته‌است می‌توان به آثار زیر اشاره کرد.
- دشمن مردم (۱۹۳۱)
- پرستار شب (۱۹۳۱)
- دیوانه بلوند (۱۹۳۱)
- مرا ستاره کن (۱۹۳۲)
- پارک مرکزی (۱۹۳۲)
- جشن فوتلایت (۱۹۳۳)
- همایش در شهر (۱۹۳۳)
- اسمارتی (۱۹۳۴)
- گوندولای برادوی (۱۹۳۵)
- ماجرا (۱۹۴۵)
- شب کریسمس (۱۹۴۷)
- تور آبی (۱۹۵۱)
- جنس مخالف (۱۹۵۶)
- ممکن بود آن شب باشد (۱۹۵۷)
- میز (۱۹۵۷)
- بچه سینسیناتی (۱۹۶۵)
- گریس (۱۹۷۸)
- قهرمان (۱۹۷۹)